# Campeonato da França de Ciclismo Contrarrelógio
Os Campeonatos da França de Ciclismo Contrarrelógio organizam-se anualmente desde o ano 1995 para determinar o campeão ciclista da França de cada ano, na modalidade.
O título outorga-se ao vencedor de uma única corrida, na modalidade de Contrarrelógio individual. O vencedor obtém o direito a portar um camisola com as cores da bandeira de France até campeonato do ano seguinte, somente quando disputa provas Contrarrelógio.

## Palmarés

### Homens

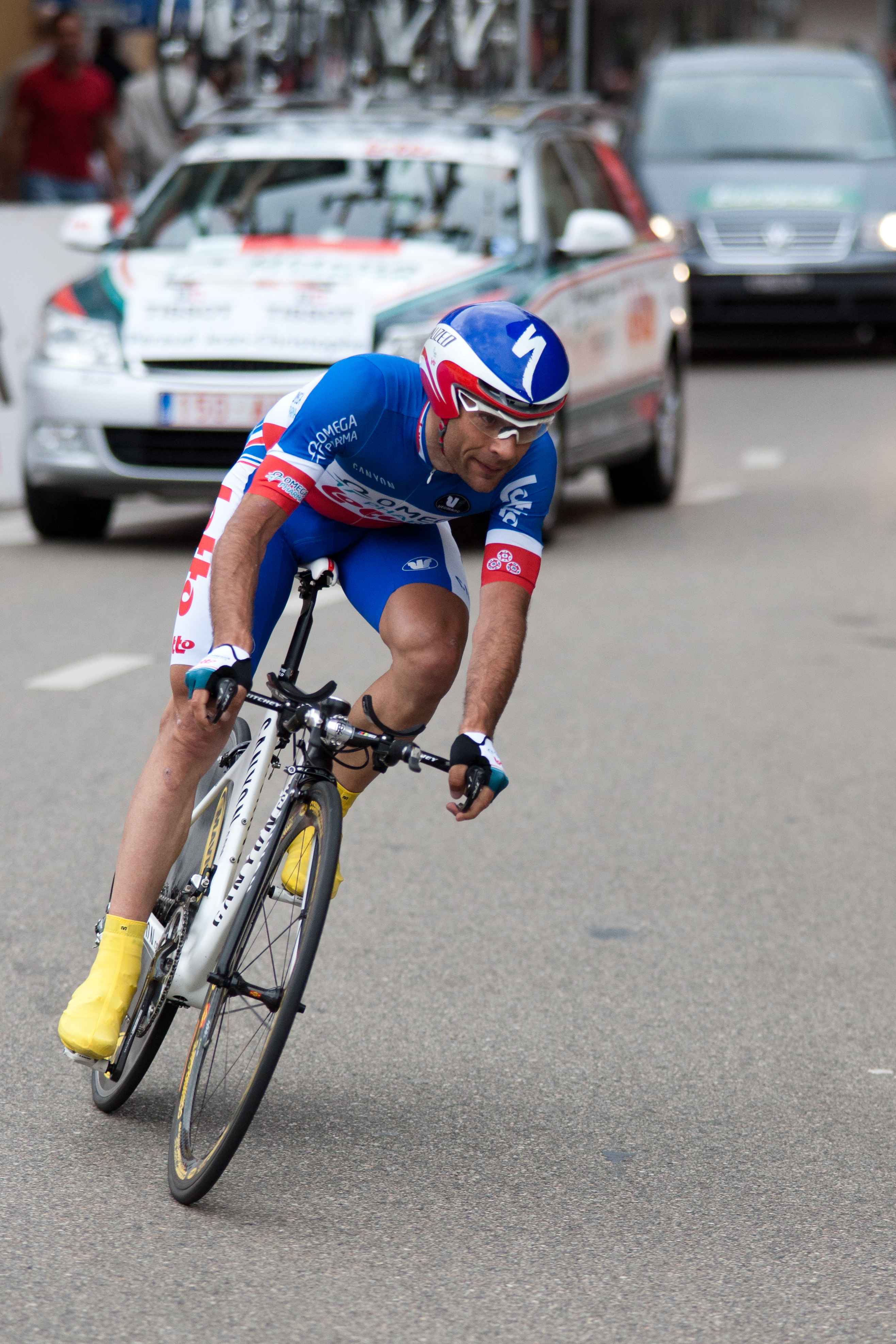
Jean-Christophe Péraud campeão em 2009

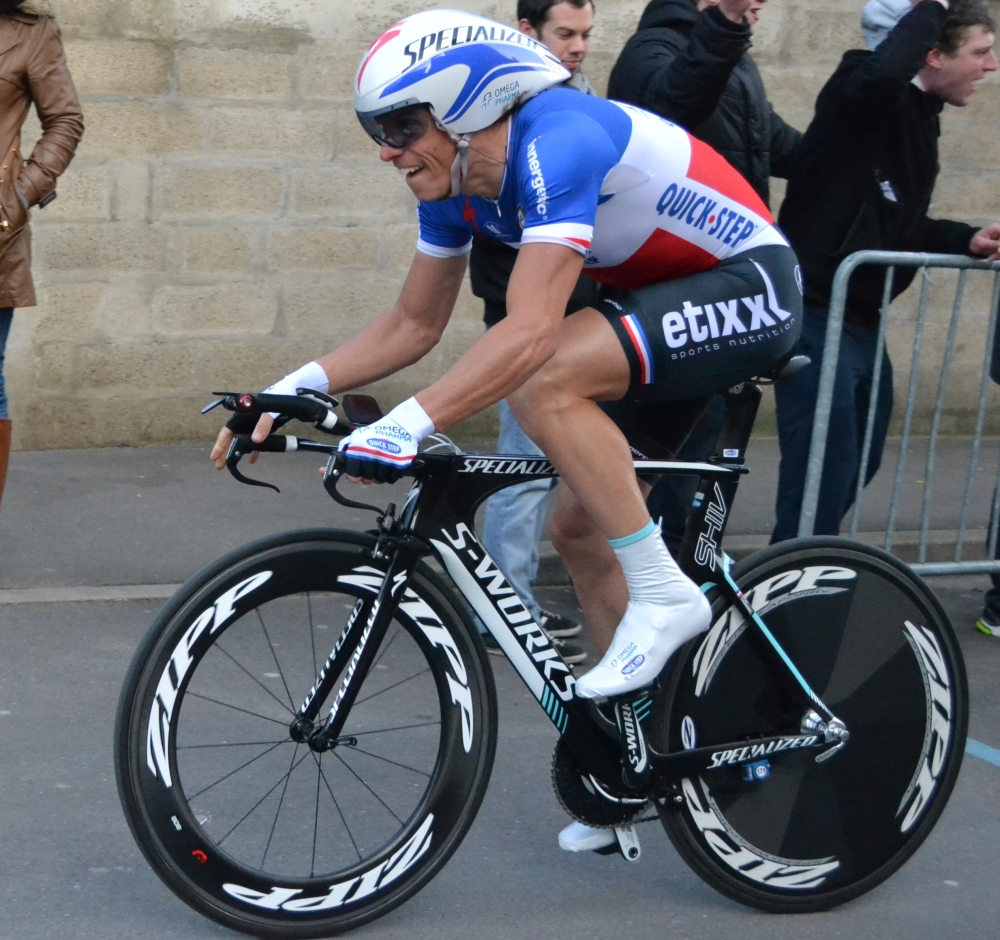
Sylvain Chavanel possui o recorde de campeonatos com 6 vitórias

| Ano  | Vencedor               | Segundo            | Terceiro           |
| ---- | ---------------------- | ------------------ | ------------------ |
| 1995 | Thierry Marie          | Pascal Lance       | Bruno Thibout      |
| 1996 | Eddy Seigneur          | Laurent Brochard   | Christophe Moreau  |
| 1997 | Francisque Teyssier    | Philippe Gaumont   | Christophe Moreau  |
| 1998 | Gilles Maignan         | Francisque Tessier | Christophe Bassons |
| 1999 | Gilles Maignan         | Christophe Moreau  | Frédéric Finot     |
| 2000 | Francisque Teyssier    | Eddy Seigneur      | Christophe Moreau  |
| 2001 | Florent Brard          | Christophe Moreau  | Eddy Seigneur      |
| 2002 | Eddy Seigneur          | David Moncoutié    | Laurent Lefèvre    |
| 2003 | Eddy Seigneur          | Stéphane Barthe    | Nicolas Portal     |
| 2004 | Eddy Seigneur          | Christophe Moreau  | Frédéric Finot     |
| 2005 | Sylvain Chavanel       | Didier Rous        | Frédéric Finot     |
| 2006 | Sylvain Chavanel       | Didier Rous        | Christophe Kern    |
| 2007 | Benoît Vaugrenard      | Dimitri Champion   | Nicolas Vogondy    |
| 2008 | Sylvain Chavanel       | Christophe Kern    | Noan Lelarge       |
| 2009 | Jean-Christophe Péraud | Sylvain Chavanel   | David Le Lay       |
| 2010 | Nicolas Vogondy        | Sylvain Chavanel   | László Bodrogi     |
| 2011 | Christophe Kern        | Christophe Riblon  | Geoffroy Lequatre  |
| 2012 | Sylvain Chavanel       | Jérémy Roy         | Yoann Paillot      |
| 2013 | Sylvain Chavanel       | Jérémy Roy         | Johan Le Bon       |
| 2014 | Sylvain Chavanel       | Anthony Roux       | Maxime Bouet       |
| 2015 | Jérôme Coppel          | Stéphane Rossetto  | Sylvain Chavanel   |
| 2016 | Thibaut Pinot          | Anthony Roux       | Tony Gallopin      |
| 2017 | Pierre Latour          | Yoann Paillot      | Anthony Roux       |
| 2018 | Pierre Latour          | Tony Gallopin      | Benjamin Thomas    |
| 2019 | Benjamin Thomas        | Stéphane Rossetto  | Julien Antomarchi  |
| 2020 | Rémi Cavagna           | Benjamin Thomas    | Bruno Armirail     |
| 2021 | Benjamin Thomas        | Bruno Armirail     | Alexys Brunel      |
| 2022 | Bruno Armirail         | Rémi Cavagna       | Benjamin Thomas    |

### Feminino
| Ano  | Oro                    | Prata                    | Bronze                    |
| 1995 | Jeannie Longo          | Catherine Marsal         | Cécile Odin               |
| 1996 | Marion Clignet         | Fanny Lecourtois         | Chrystelle Richard        |
| 1997 | Catherine Marsal       | Emmanuelle Farcy         | Laurence Leboucher        |
| 1998 | Albine Caillie         | Laurence Leboucher       | Pierrine Raimboeuf        |
| 1999 | Jeannie Longo          | Catherine Marsal         | Géraldine Jehl-Loewenguth |
| 2000 | Jeannie Longo          | Albine Caillie           | Marion Clignet            |
| 2001 | Jeannie Longo          | Albine Caillie           | Juliette Vandekerckhove   |
| 2002 | Jeannie Longo          | Laurence Leboucher       | Edwige Pitel              |
| 2003 | Jeannie Longo          | Edwige Pitel             | Sonia Huguet              |
| 2004 | Edwige Pitel           | Jeannie Longo            | Sonia Huguet              |
| 2005 | Edwige Pitel           | Jeannie Longo            | Marina Jaunatre           |
| 2006 | Jeannie Longo          | Edwige Pitel             | Maryline Salvetat         |
| 2007 | Maryline Salvetat      | Jeannie Longo            | Edwige Pitel              |
| 2008 | Jeannie Longo          | Maryline Salvetat        | Edwige Pitel              |
| 2009 | Jeannie Longo          | Edwige Pitel             | Marina Jaunatre           |
| 2010 | Jeannie Longo          | Edwige Pitel             | Christel Ferrier-Bruneau  |
| 2011 | Jeannie Longo          | Christel Ferrier-Bruneau | Audrey Cordon             |
| 2012 | Pauline Ferrand-Prévot | Audrey Cordon            | Edwige Pitel              |
| 2013 | Pauline Ferrand-Prévot | Audrey Cordon            | Mélodie Lesueur           |
| 2014 | Pauline Ferrand-Prévot | Audrey Cordon            | Aude Biannic              |
| 2015 | Audrey Cordon-Ragot    | Aude Biannic             | Pauline Ferrand-Prévot    |
| 2016 | Audrey Cordon-Ragot    | Edwige Pitel             | Elise Delzenne            |
| 2017 | Audrey Cordon-Ragot    | Séverine Eraud           | Aude Biannic              |
| 2018 | Audrey Cordon-Ragot    | Juliette Labous          | Séverine Eraud            |
| 2019 | Séverine Eraud         | Audrey Cordon-Ragot      | Coralie Demay             |
| 2020 | Juliette Labous        | Audrey Cordon-Ragot      | Aude Biannic              |
| 2021 | Audrey Cordon-Ragot    | Juliette Labous          | Cedrine Kerbaol           |
| 2022 | Audrey Cordon-Ragot    | Juliette Labous          | Cedrine Kerbaol           |

## Estatísticas

### Mais vitórias
| Ciclista            | Vitórias | Anos                                |
| ------------------- | -------- | ----------------------------------- |
| Sylvain Chavanel    | 6        | 2005, 2006, 2008, 2012, 2013 e 2014 |
| Eddy Seigneur       | 4        | 1996, 2002, 2003 e 2004             |
| Gilles Maignan      | 2        | 1998 e 1999                         |
| Francisque Teyssier | 2        | 1997 e 2000                         |
| Pierre Latour       | 2        | 2017 e 2018                         |
| Benjamin Thomas     | 2        | 2019 e 2021                         |

| Ciclista               | Vitórias | Anos                                                              |
| ---------------------- | -------- | ----------------------------------------------------------------- |
| Jeannie Longo          | 11       | 1995, 1999, 2000, 2001, 2002, 2003, 2006, 2008, 2009, 2010 e 2011 |
| Audrey Cordon-Ragot    | 6        | 2015, 2016, 2017, 2018, 2021 e 2022                               |
| Pauline Ferrand-Prévot | 3        | 2012, 2013 e 2014                                                 |
| Edwige Pitel           | 2        | 2004 e 2005                                                       |

- Em negrito corredores ativos.